# Cadre-71/2-Europameisterschaft 1947

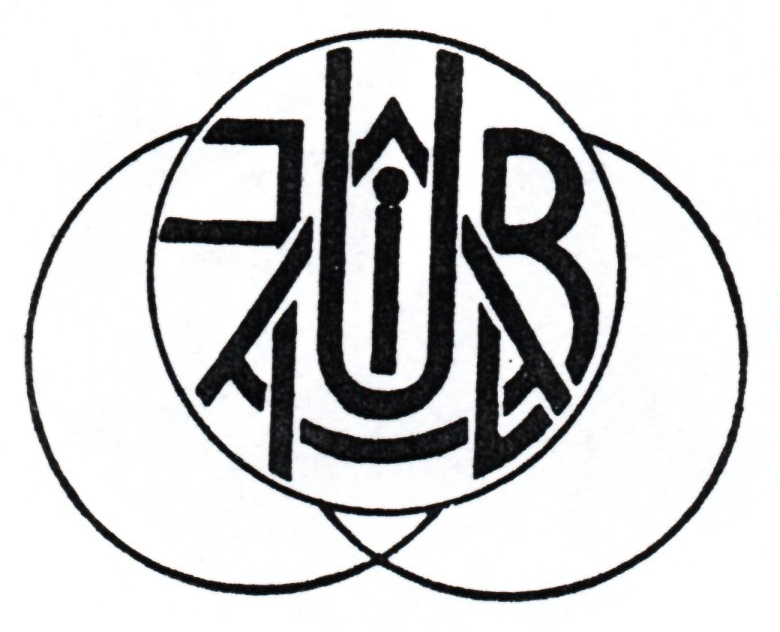
Logo UIFAB (ausrichtender Verband)

Veranstaltungsort: Amsterdam

Die Cadre-71/2-Europameisterschaft 1947 war das 1. Turnier in dieser Disziplin des Karambolagebillards und fand vom 17. bis zum 20. April 1947 in Amsterdam statt. Es war die erste Cadre-71/2-Europameisterschaft in den Niederlanden.

## Geschichte
Nachdem bereits ab 1930 Cadre-71/2-Weltmeisterschaften ausgetragen wurden, entschloss sich die UIFAB auch Europameisterschaften in dieser Disziplin des Billardsportes auszutragen. Erster Sieger wurde der Niederländer Piet van de Pol vor seinem Landsmann Piet de Leeuw und dem Belgier Clément van Hassel.

## Turniermodus
Hier wurde im Round Robin System bis 300 Punkte gespielt. Es wurde mit Nachstoß gespielt. Damit waren Unentschieden möglich.
Bei MP-Gleichstand (außer bei Punktgleichstand beim Sieger) wird in folgender Reihenfolge gewertet:
1. MP = Matchpunkte
2. GD = Generaldurchschnitt
3. HS = Höchstserie

## Abschlusstabelle

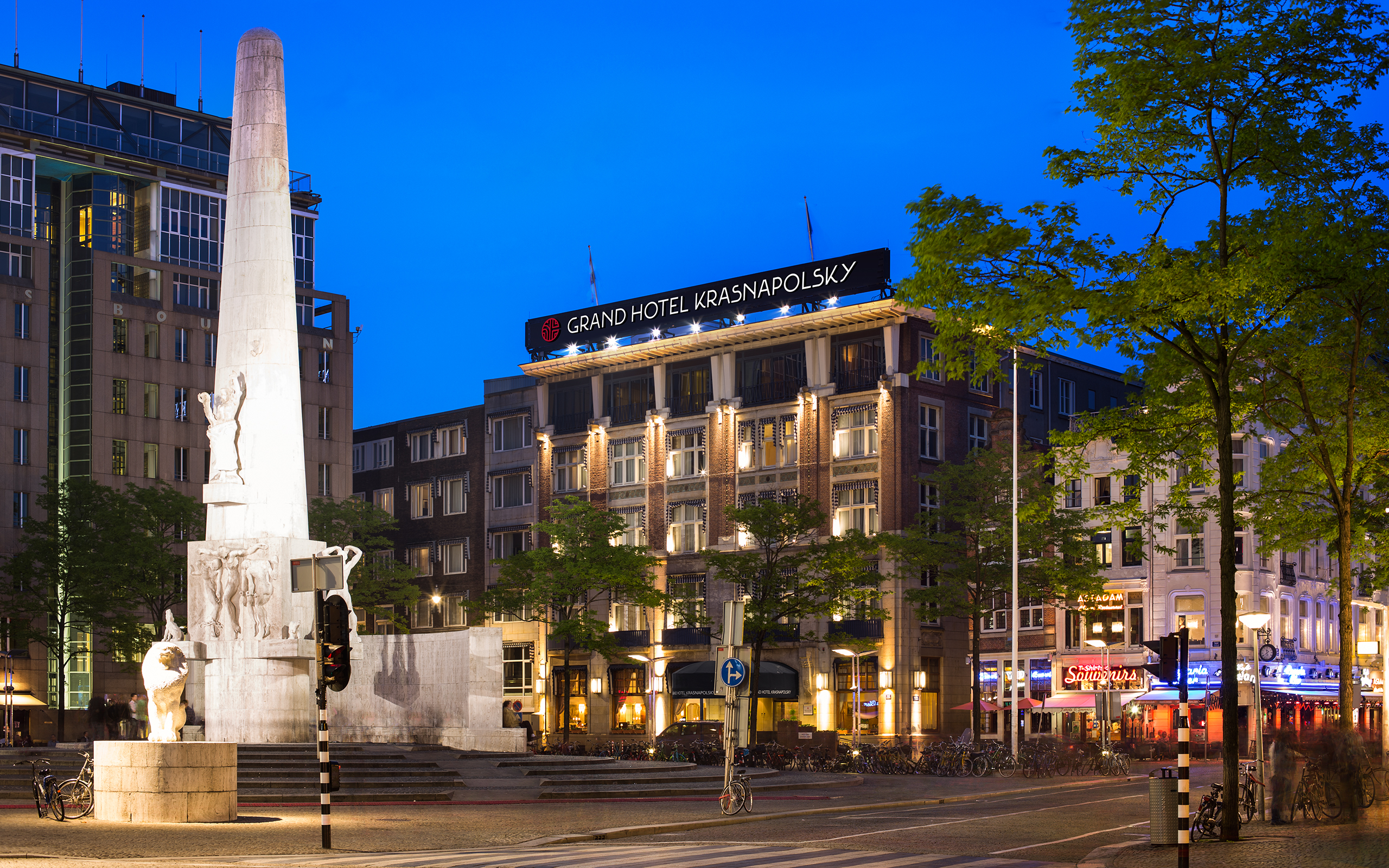
Grand Hotel Krasnapolsky

| MP    | Match Points (Sieger = 2; Unentschieden = 1; Verlierer = 0) |
| Pkte. | Erzielte Karambolagen                                       |
| Aufn. | Benötigte Versuche                                          |
| GD    | Generaldurchschnitt                                         |
| BED   | Bester Einzeldurchschnitt eines Spielers                    |
| HS    | Höchstserie                                                 |
|       | Bester GD des Turniers                                      |
|       | Bester ED des Turniers                                      |
|       | Beste HS des Turniers                                       |
|       | 1. Platz (Gold)                                             |
|       | 2. Platz (Silber)                                           |
|       | 3. Platz (Bronze)                                           |

| Platz                      | Name               | MP   | Pkte. | Aufn. | GD    | BED   | HS  |
| -------------------------- | ------------------ | ---- | ----- | ----- | ----- | ----- | --- |
| 1                          | Piet van de Pol    | 14:0 | 2100  | 142   | 14,78 | 50,00 | 179 |
| 2                          | Piet de Leeuw      | 12:2 | 1973  | 122   | 16,17 | 33,33 | 202 |
| 3                          | Clément van Hassel | 10:4 | 1774  | 110   | 16,12 | 25,00 | 144 |
| 4                          | Joseph Baudart     | 6:8  | 1545  | 135   | 11,44 | 18,75 | 155 |
| 5                          | Roland Dufetelle   | 6:8  | 1561  | 207   | 7,54  | 8,10  | 81  |
| 6                          | Jan Sweering       | 4:10 | 1556  | 141   | 11,03 | 23,07 | 96  |
| 7                          | Jean Albert        | 4:10 | 1623  | 167   | 9,71  | 23,07 | 93  |
| 8                          | Frantisek Francl   | 0:14 | 1108  | 168   | 6,59  | –     | 56  |
| Turnierdurchschnitt: 11,10 |                    |      |       |       |       |       |     |